# George Schaller
George Beals Schaller (n. 26 mai 1933, Berlin, Germania Nazistă) este un mamiferolog, ecologist și autor american. Schaller este recunoscut de mulți ca fiind cel mai important biolog de teren din lume, studiind viața sălbatică din Africa, Asia și America de Sud. Născut la Berlin, Schaller a crescut în Germania, dar s-a mutat în Missouri în adolescență. Este vicepreședinte al Panthera Corporation, și președinte al Cat Advisory Council. Schaller este, de asemenea, un cercetător senior al Wildlife Conservation Society, cu sediul la grădina zoologică din Bronx.

## Tinerețea
Schaller s-a născut în Berlin, Germania. A obținut licența în științe biologice la Universitatea din Alaska în 1955, și a continuat la Universitatea Wisconsin-Madison pentru a-și obține doctoratul în 1962. Din 1962 până în 1963, a fost bursier la departamentul de „Behavioral Sciences” al Universității Stanford. Din 1963 până în 1966, Schaller a fost cercetător asociat la departamentul de patobiologie al Universității Johns Hopkins, iar din 1966 până în 1972, a fost cercetător asociat al Universității Rockefeller și al Societății Zoologice din New York, ca parte a Institutului de Cercetare în Comportamentul Animal (IRAB). Din 1972 până în 1979, a fost coordonator al Center for Field Biology and Conservation, care a înlocuit IRAB. Apoi, din 1979 până în 1988, a fost director al Programului Internațional de Conservare al Societății Zoologice din New York.

## Carieră

### Cercetarea gorilei de munte

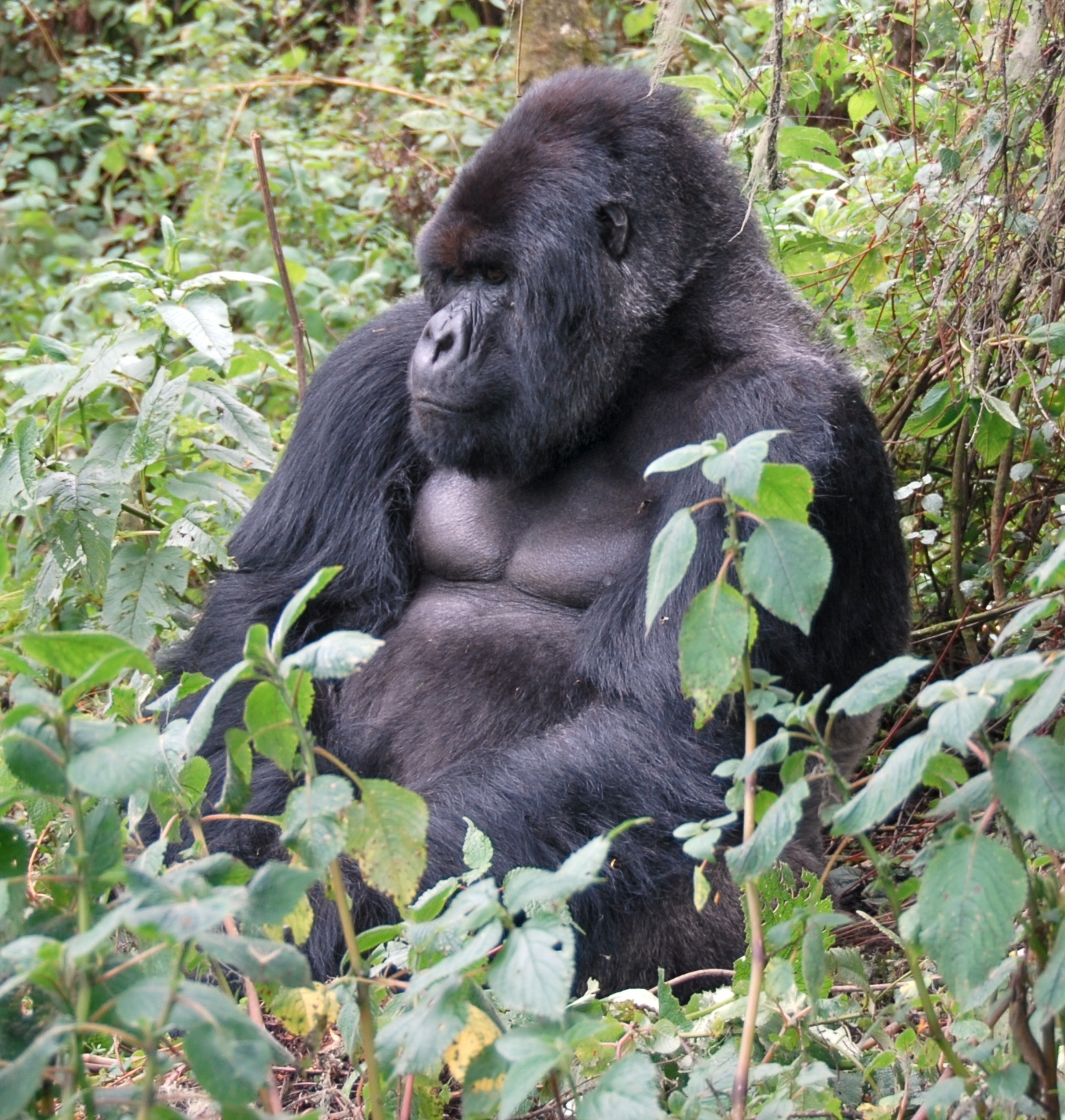
Schaller este creditat cu demitizarea gorilei de munte, subspecie a gorilei estice.

În 1959, când Schaller avea doar 26 de ani, a călătorit în Africa Centrală pentru a studia și a trăi cu gorilele de munte (Gorilla beringei beringei) din vulcanii Virunga. Se știau puține lucruri despre viața gorilelor în sălbăticie până la publicarea cărții The Mountain Gorilla: Ecology and Behavior (Gorila de munte: Ecologie și comportament) în 1963, care a transmis pentru prima dată publicului neacademic cât de profund inteligente și blânde sunt gorilele, contrar credințelor comune de atunci. De asemenea, în 1964, Schaller a relatat acest studiu epic de doi ani în The Year of the Gorilla (Anul gorilei), care oferă, de asemenea, o perspectivă istorică mai largă asupra eforturilor de a salva una dintre cele mai apropiate rude ale omenirii, de pe pragul extincției.
Cercetările pe teren ale lui Schaller asupra gorilelor de munte din Munții Virunga au fost continuate de zoologa americană Dian Fossey, cu ajutorul National Geographic Society și al paleontologului Louis Leakey. Schaller și Fossey au avut un rol esențial în înlăturarea percepției publice a gorilelor ca fiind brute, demonstrând compasiunea profundă și inteligența socială evidentă la gorile, și cât de mult se aseamănă comportamentul lor cu cel al oamenilor.

### Eforturi de conservare
Schaller a scris mai mult de cincisprezece cărți despre mamiferele africane și asiatice, inclusiv Serengeti Lion: A Study of Predator-Prey Relations, The Last Panda și Tibet's Hidden Wilderness, Tibet the Wild, bazate pe propriile sale studii, și sprijinite de observații pe termen lung ale speciilor în habitatele lor naturale. De asemenea, Schaller a scris sute de articole științifice despre tigri, jaguari, gheparzi și leoparzi, precum și despre oi și capre sălbatice, rinoceri și flamingo. Pe parcursul a peste cinci decenii, cercetările de teren ale lui Schaller au contribuit la modelarea eforturilor de protecție a vieții sălbatice la nivel mondial.
Activitatea lui Schaller în domeniul conservării a dus la protejarea unor mari întinderi de teren în Amazon, Brazilia, Munții Hindukuș din Pakistan și păduri din Asia de Sud-Est. Datorită în special activității lui Schaller, au fost create peste 20 de parcuri sau rezervații, inclusiv Refugiul Național Arctic Wildlife Refuge (ANWR) din Alaska, Parcul Național Shey-Phoksundo din Nepal, și Rezervația Naturală Changtang, unul dintre cele mai importante refugii naturale din lume. Cu o suprafață de peste 320 000 km, Rezervația Naturală Chang Tang este de trei ori mai mare decât cel mai mare refugiu natural din America, și a fost numită de New York Times „una dintre cele mai ambițioase încercări de a opri micșorarea ecosistemelor naturale”.